# Stereonephthya ulicoides
Stereonephthya ulicoides is een zachte koraalsoort uit de familie Alcyoniidae. De koraalsoort komt uit het geslacht Stereonephthya. Stereonephthya ulicoides werd in 1931 voor het eerst wetenschappelijk beschreven door Thomson & Dean. 